# تششمندغان عليا
تششمندغان علیا (بالإنجليزية: Cheshmandegan-e Olya)‏ هي قرية تقع في قسم تشنارود الشمالي الريفي (مقاطعة تشادغان) في إيران. يقدر عدد سكانها بـ 43 نسمة بحسب إحصاء 2016.